# Zahlé
Zahlé (též Zahlah, Zahle nebo Zahleh) (arabsky زحلة; ) je město v Libanonu ležící 45 km od hlavního města Bejrútu. Se svými 100 000 obyvateli je osmým největším libanonským městem. Zahlé je proslavené jako významné letovisko.

## Historie
Zahlé bylo založeno asi před 300 lety. Na začátku 18. století bylo město rozděleno do tří oddělených částí s vlastním guvernérem. Mezi roky 1777 a 1860 bylo město třikrát vypáleno. V 19. století získalo Zahlé status nezávislého státu s vlastní vlajkou a hymnou.
V roce 1885 postoupila železnice až k Zahlé. Díky tomu se zlepšil obchod a zvyšoval se blahobyt. Zahlé se stalo křižovatkou obchodu mezi Bejrútem a Damaškem a Mosúlem a Bagdádem. Zahlé je též místem zrodu Libanonské armády a hrálo důležitou roli v moderních politických dějinách země.

### Bitva o Zahlé
V prosinci 1980 se vyhrotil spor mezi syrskými jednotkami v Libanonu a Libanonskými silami (LS), organizací spojující různé křesťanské milice působící v Libanonu. Syrská armáda obklíčila město s cílem zničit jednotky LS opevněné v Zahlé. V dubnu následujícího roku, po syrských neúspěšných pokusech město dobýt, zahájilo syrské dělostřelectvo ostřelování Zahlé. Později byly do bojů o Zahlé zapojeno též syrské letectvo.
Zatímco ve městě byl nedostatek potravin, pitné vody a lékařského materiálu, vyjednávali zástupci LS s velením syrských jednotek. Syrská podmínka ukončení obléhání, odchod jednotek LS ze Zahlé byla obránci odmítnuta. Velitel LS Bašír Džamáíl zároveň vyjednával s M. Beginem, izraelským premiérem o vojenské pomoci. Koncem dubna 1981 schválila izraelská vláda omezený letecký úder proti syrské armádě (přestože izraelské zpravodajské služby byly proti) a izraelská vojenská letadla následně sestřelila dva syrské transportní vrtulníky. Izraelský zásah do konfliktu využila Sýrie pro přísun dalších jednotek a vojenské techniky. Ostřelování Zahlé však neskončilo.
K ukončení bojů došlo až koncem května 1981, kdy bylo dohodnuto, že příslušníci LS opustí Zahlé a správa nad ním bude předána libanonské vládě. To se stalo 1. července 1981. Během bitvy o Zahlé zemřelo 223 civilistů a 765 jich bylo zraněno.

## Současnost
Významnou součástí Zahlé jsou kavárny a restaurace ležící na březích řeky Bardouni protékající městem. Dalším známým artiklem produkovaným v Zahlé jsou víno a arak z místních vinic. Každý rok v září je ve městě pořádán Festival vína. V červnu 2025 Mezinárodní organizace pro révu vinnou a víno ocenila město titulem International City of Vine and Wine.
Místo je zároveň vyhlášené tradicí křesťanských festivalů a poutí.

## Partnerská města
- Belo Horizonte, Brazílie
- Bordeaux, Francie (2006)
- Recife, Brazílie
- Rosario, Argentina
- Zabrze, Polsko